# Edraianthus pumilio
Espèce
Edraianthus pumilio est une espèce de plantes de la famille des Campanulacées.